# میدلبورگ (کنتاکی)
میدلبورگ (به انگلیسی: Middleburg) یک منطقهٔ مسکونی در ایالات متحده آمریکا است که در شهرستان کیسی، کنتاکی واقع شده‌است. میدلبورگ ۲۶۲٫۱۳ متر بالاتر از سطح دریا واقع شده‌است.